# Luxémont-et-Villotte
Luxémont-et-Villotte település Franciaországban, Marne megyében. Lakosainak száma 444 fő (2022. január 1.). Luxémont-et-Villotte Bignicourt-sur-Marne, Écriennes, Frignicourt, Marolles, Matignicourt-Goncourt, Norrois, Reims-la-Brûlée és Vauclerc községekkel határos.

## Népesség
A település népességének változása:
| Lakosok száma | 199  | 451  | 443  | 500  | 414  | 435  | 450  | 472  | 463  | 444  |
|               | 1968 | 1982 | 1990 | 2006 | 2013 | 2015 | 2017 | 2019 | 2020 | 2022 |